# Midland Mainline
Midland Mainline – dawny brytyjski przewoźnik kolejowy działający w latach 1996-2007, należący do National Express Group. Spółka posiadała koncesję na obsługę połączeń z Londynu do miast w regionach East Midlands oraz Yorkshire and the Humber. Siedziba przedsiębiorstwa mieściła się w Derby.
Przedsiębiorstwo powstało w 1996 roku, wkrótce po likwidacji państwowej spółki British Rail. Spółka obsługiwała połączenia wzdłuż linii Midland Main Line prowadzące z londyńskiej stacji St Pancras m.in. do Derby, Leicester, Nottingham oraz Sheffield.  W 2007 roku połączenia obsługiwane przez Midland Mainline zostały przejęte przez spółkę East Midlands Trains.

## Obsługiwane trasy
Pociągi Midland Mainline kursowały na następujących liniach:
- London St Pancras – Leicester – Derby Midland
  - ... – Burton-on-Trent
  - ... – Matlock (połączenie funkcjonujące do 2004 roku)
  - ... – Sheffield
    - ... – Barnsley Interchange
    - ... – Leeds City
    - ... – York
      - ... – Scarborough
- London St Pancras – Leicester – Nottingham
  - ... – Sheffield